# Gåsö
Gåsö est une île suédoise.

## Géographie
Elle est située dans le fjord Gullmar et fait partie de Lysekil.

## Histoire
Peuplée dès le XVIe siècle, elle devient destination balnéaire au XIXe siècle. 

## Lien externe

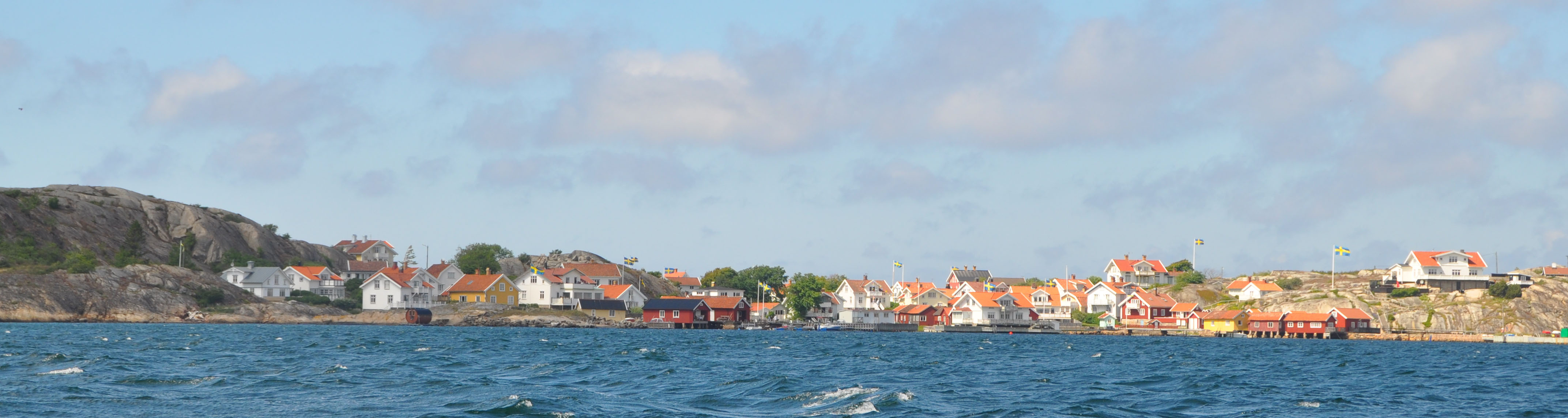
Gåsö en 2010